# Hemiscorpius shahii
Espèce
Hemiscorpius shahii est une espèce de scorpions de la famille des Hemiscorpiidae.

## Distribution
Cette espèce est endémique de la province du Hormozgan en Iran. Elle se rencontre vers Beshagard.

## Description
Le mâle holotype mesure 110,7 mm et la femelle paratype 84,35 mm.

## Étymologie
Cette espèce est nommée en l'honneur de Mehran Shahi.

## Publication originale
- Kovařík, Navidpour & Soleglad, 2017 : Hemiscorpius shahii sp. n. from Iran (Scorpiones: Hemiscorpiidae). Euscorpius, no 160, p. 1-9 (texte intégral).